# Alhena
Alhena, eller Gamma Geminorum, (förkortat Gamma Gem, γ Gem), är den tredje ljusstarkaste stjärna i stjärnbilden Tvillingarna. Den har en visuell magnitud på 1,9, vilket gör den lätt synlig för blotta ögat, även i storstadsregionerna. Baserat på parallaxmätningar med Hipparcossatelliten, är Alhena belägen på ett avstånd av cirka 109 ljusår (33 parsec) från solen. 

## Egenskaper
Alhena är en stjärna under utveckling med avgivande av väte från sin kärna och har gått in i subgiantstadiet. Dess spektrum matchar spektraltyp A0 IV. Jämfört med solen är vikten 2,8  gånger och radien 3,3  gånger. Den har omkring 123  gånger större utstrålning än solen från dess yttre hölje vid en effektiv temperatur på 9 260 K. Detta ger en vit färg som är typisk för en stjärna i A-klassen. 
Alhena utgör ett spektroskopisk binärt system med en period på 12,6 år (4,614.51 dagar) i en mycket excentrisk omloppsbana av keplertyp.

## Etymologi
γ Geminorum (Latinized till Gamma Geminorum) är stjärnans Bayerbeteckning. Det traditionella namnet Alhena härstammar från arabiska الهنعة Al Han'ah, "märket" (på halsen av kamelen), medan det alternativa namnet Almeisan kommer från det arabiska المیسان Al Maisan, "den skinande". Al Han'ah var namnet på en stjärngrupp bestående av denna stjärna, tillsammans med My Geminorum (Tejat Posterior), Ny Geminorum, Eta Geminorum (Tejat Prior) och Xi Geminorum (Alzirr). De var också associerade i Al Nuḥātai den dubbla formen av Al Nuḥāt, "en kamelpuckel".  År 2016 organiserade internationella astronomiska unionen en arbetsgrupp för Star namn (WGSN)  för att katalogisera och standardisera egennamn för stjärnor. Gruppens första bulletin i juli 2016  ger en tabell över de två första grupperna av namn som godkänts av WGSN och där Alhena ingår för denna stjärna.

## I kulturen
Alhena var namnet på ett holländskt fartyg, som räddade många människor från ett italienskt kryssningsfartyg, Principessa Mafalda, i oktober 1927. Dessutom är det amerikanska attacklastfartyget USS Alhena (AKA-9) döpt efter stjärnan.